# الجول (حضرموت)
مدينة الجول عاصمة مديرية حجر التابعة لمحافظة حضرموت اليمنية ، يبلغ تعداد سكانها 2150 نسمة حسب الإحصاء الذي جرى عام 2004 ، تبعد عن المكلا غربا بنحو 150 كلم. وهي هضبة تمتد من السلاسل الجبلية الساحلية والسهول المنخفضة الداخلية، والطريق تخترقها حتى وادي دوعن.
وهي عبارة عن مسطحات من الأرض تفصلها وديان عميقة وليس بها أي نبات إلا القليل ولا حيوان إلا بعض السحالي والطيور.
ولما كان المطر نادرا في هذه المنطقة، فإن هذه الوديان مكونة من الحجر الجيري وكثافتها من 50 إلى 100 ياردة، تحتها طبقة مماثلة من الحجر الرملي وبذلك يسهل على الوديان أن تشق لنفسها طريقا غائرا. وفي الجول يمكن أن نرى قمم كور سيبان شامخة في ذلك الفضاء الواسع.